# Heteropoma
Heteropoma é um género de gastrópode  da família Assimineidae.
Este género contém as seguintes espécies:
- Heteropoma fulva
- Heteropoma glabratum
- Heteropoma pyramis
- Heteropoma quadrasi
- Heteropoma tuberculatum
- Heteropoma turritum